# Windungsschluss
Als Windungsschluss (eine Verbindung der Wörter Windung und Kurzschluss) wird ein Defekt bei elektrischen Maschinen bezeichnet, bei dem die gewöhnlich durch eine Isolation, wie zum Beispiel eine Lack- oder Krepppapierisolation voneinander getrennten Drahtwindungen einer Wicklung zueinander elektrischen Kontakt besitzen.
Ein Windungsschluss kann durch Verarbeiten fehlerhaft isolierter Wickeldrähte oder thermische Überlastung verursacht werden. Bei Schaltnetzteil- und Hochspannungs-Transformatoren kann die Isolation auch durch Teilentladungen oder dielektrische Verlustwärme beschädigt werden. Windungsschlüsse führen zu lokaler Erhitzung (es entsteht eine kurzgeschlossene Wicklung) und zum Totalausfall des Transformators.
Windungsschlüsse zeigen sich erst im fortgeschrittenen Stadium des Schadens als erhöhte Leerlaufstromaufnahme und Erhitzung des gesamten Transformators.
Bei der Fehleranalyse an ausgefallenen Transformatoren ist der Rückschluss auf einen Windungsschlusses nicht einfach. Häufig kann ein überhitzter Bereich (dunkle Verfärbung der Isolierstoffe, verkohltes Gießharz) und im Endstadium ein unterbrochener Leiter mit Kupferperlen entdeckt werden. Der Rückschluss, dass dieses Fehlerbild primär auf einen Windungsschluss zurückgeht, ist schwierig, da auch Überlastung bzw. Überhitzung zu Windungsschlüssen führt bzw. solche Folgen haben kann.
Zur Qualitätskontrolle oder zur Fehlerdiagnose werden Windungsschluss-Prüfgeräte verwendet. Diese bestimmen anhand der Güte der Induktivität der kernlosen Wicklung, ob ein Windungsschluss vorliegt. Der Wickel wird hierzu auf eine schlanke Testspule des Gerätes gesetzt.